# حبيبة غيري (فلم)
حبيبة غيري فيلم مصري من إنتاج 1976 بطولة نادية لطفي ، أحمد مظهر وغيرهم إخراج أحمد مظهر ، نشأت أباظة.

## قصة الفيلم
يفقد (يوسف) جندي الصاعقة صديقًا عزيزًا عليه في إحدى العمليات الفدائية، فيُصاب بصدمة ويُفصل من الخدمة. يعمل دوبليرًا للأبطال في المشاهد الخطرة، ويحقق نجاحًا كبيرًا فيوصيه دوبليرًا صديقًا له برعاية ابنته بعد وفاته، وبالفعل يرعاها لتصبح نجمة، لكنها تتركه وتتزوج نجمًا مشهورًا، فيتعرض (يوسف) لصدمةٍ أخرى، ويتعرف إلى إحدى فتيات الليل التي تضمه للعمل مع إحدى العصابات للاستفادة من قدراته في أعمالها الإجرامية.

## بطولة
| - نادية لطفي - أحمد مظهر:يوسف - ناهد شريف:سونيا - يوسف شعبان - يوسف فخر الدين - حسين الشربيني | - ماجدة حمادة: ليلى - أحمد لوكسر - عبد العظيم عبد الحق - خالد زكي: مدحت - نشأت أباظة - نوال هاشم | - أحمد أباظة - سعيدة جلال - محسن المليجى - عبد العظيم كامل: طبيب بالجيش - عبد الغني النجدي - محمود كامل | - ريم الحكيم - كريمة الحديدي - حمدي شرف الدين - فاروق قمر الدولة - توفيق الكردي - نادية منيب | - علي جوهر - عزة شريف - الطوخي توفيق - فايق عزب - سمير رستم |

## فريق العمل
| - ميتشو: ماكيير - إبراهيم عبدالفتاح: ماكيير - أحمد دسوقي: ماكيير - سعيد حماد: مصفف الشعر - يونس قاسم: مصفف الشعر - ستديو الأهرام (ستديوهات الأهرام): إعداد الفيلم - سعيد الجزار: مصحح الألوان - سعد عبدالرحمن: مدير المعامل | - ستوديو مصر: الطبع والتحميض - حمدي حلمي: مدير المعامل - أحمد مظهر: مخرج - نشأت أباظة: مخرج مساعد - سمير حافظ: مساعد مخرج - عاطف السيسي: مساعد مخرج - أفلام أحمد مظهر: منتج - أحمد مظهر: منتج | - على رضوان: مدير الإنتاج - نصري عبدالنور: كبير مهندسي الصوت - أفلام مركز الصوت والصورة: مهندس الصوت والمكساج - عباس بسيوني: مسجل الصوت - سعيد عبدالله: مونتير - سمير ضياء الدين: مركب الفيلم - عادل شكري: نيجاتيف - مجدي الحسيني: موسيقى تصويرية | - محمود الشريف: لحن أغنية وطني وصبايا - علي خير الله: مدير التصوير - عادل أسعد: مساعد مصور - الدسوقي محمود: إكسسوار - فريد عبدالحي: إكسسوار - أحمد مظهر: سيناريو - المؤسسة المصرية العامة للسينما والتلفزيون (والمسرح والموسيقى): موزع - حسيب: التتر |

## وصلات خارجية
- مقالات تستعمل روابط فنية بلا صلة مع ويكي بيانات
- حبيبة غيري على موقع الدهليز